# Zgórmysyny
Zgórmysyny — polska grupa muzyczna zajmująca się poezją śpiewaną.

## Aktualny skład zespołu
- Tomasz Jarmużewski
- Paweł Jędrzejewski

## Wydawnictwa muzyczne
- 2004 – Pod słońce

## Nagrody
- 2002 – Festiwal Sztuk Różnych „Bieszczadzkie Anioły”: I miejsce – Złote Skrzydło,
- 2003 – Ogólnopolski Przegląd Piosenki Turystycznej, Poezji Śpiewanej i Sztuk Różnych „Wrzosowisko” (Kędzierzyn-Koźle): nagroda interpretacje i przypomnienie turystycznych pieśni starych,
- 2003 – 28 Ogólnopolski Studencki Przegląd Piosenki Turystycznej „YAPA”: Grand Prix, Nagroda Publiczności, Nagroda SKPB za piosenkę Pod słońce,
- 2003 – Ogólnopolski Turystyczny Przegląd Piosenki Studenckiej „Bazuna”: nagroda na interpretację piosenki Do Neptuna, Pod słońce w Złotej Dwudziestce, a także drugie w walce o tytuł Rajdowej Piosenki Roku, nagroda za przygotowaną i wykonaną choreografię,
- 2003 – 36 Ogólnopolska Turystyczna Giełda Piosenki Studenckiej: dwie III nagrody za piosenki Pod słońce i Jak okiem sięgnąć, II nagroda w kategorii "najlepszy wykonawca", Nagroda Specjalna za wykonanie piosenki Iwony Piastowskiej Preludium,
- 2003 – Ogólnopolski Przegląd Piosenki Turystycznej, Poezji Śpiewanej i Sztuk Różnych „Wrzosowisko” (Kędzierzyn-Koźle): I nagroda, Nagroda Specjalna SKPG "Harnasie" dla Oli Kazimierczyk.